# Phrynomantis somalicus
Espèce
Synonymes
- Fichteria somalica Scortecci, 1941

Statut de conservation UICN

 LC  : Préoccupation mineure
Phrynomantis somalicus est une espèce d'amphibiens de la famille des Microhylidae.

## Répartition
Cette espèce se rencontre dans le sud de l'Éthiopie et dans le Sud de la Somalie. Sa présence est incertaine au Kenya.

## Étymologie
Cette espèce est nommée en référence au lieu de sa découverte, la Somalie.

## Publication originale
- Scortecci, 1941 : Un nuovo genere di Microhylidae dellImpero Italiana dEtiopia. Atti della Societa Italiana di Scienze Naturali e del Museo Civico di Storia Naturale di Milano, vol. 80, p. 177-180.